# Centrum Edukacji Technicznej w Goczałkowicach Zdroju
Centrum Edukacji Technicznej w Goczałkowicach Zdroju – park edukacyjny położony przy Jeziorze Goczałkowickim przy ul. Jeziornej 87 (przy wejściu na tamę). Wystawa poświęcono jest czterem podstawowym działom, takim jak meteorologia, astronomia, zapora oraz energia odnawialna. Interaktywna wystawa parku obejmuje m.in. takie eksponaty, jak:
- modele elektrowni wodnej i reaktora jądrowego
- laboratorium badania składu wody i składników pogody
- modele rakiet kosmicznych i kombinezon amerykańskiego astronauty, w który można się przebrać
- pojazd księżycowy